# Alcobendas CF
Az Alcobendas CF, teljes nevén Alcobendas Club de Fútbol spanyol labdarúgócsapatot 1970-ben alapították, 2014-15-ben a spanyol harmadosztályban (Tercera División) szerepelt.
Korábbi neve AD Alcobendas volt.

## Az eddigi szezonok
| Szezon  | Osztály    | Poz. | Copa del Rey |
| ------- | ---------- | ---- | ------------ |
| 1980/81 | 3ª         | 9.   |              |
| 1981/82 | 3ª         | 18.  |              |
| 1982/83 | 3ª         | 19.  |              |
| 1986/87 | Preferente | 7.   |              |
| 1987/88 | 3ª         | 11.  |              |
| 1988/89 | 3ª         | 11.  |              |
| 1989/90 | 3ª         | 12.  |              |
| 1990/91 | 3ª         | 10.  |              |
| 1991/92 | 3ª         | 19.  |              |
| 1993/94 | 3ª         | 15.  |              |
| 1994/95 | 3ª         | 20.  |              |
| 1997/98 | Preferente | 9.   |              |

| Szezon  | Osztály      | Poz. | Copa del Rey |
| ------- | ------------ | ---- | ------------ |
| 1998/99 | Preferente   | 5.   |              |
| 1999/90 | Preferente   | 3.   |              |
| 2000/01 | Preferente   | 3.   |              |
| 2001/02 | Preferente   | 15.  |              |
| 2002/03 | 1ª Aficiona. | 2.   |              |
| 2003/04 | Preferente   | 7.   |              |
| 2004/05 | Preferente   | 15.  |              |
| 2005/06 | 1ª Aficiona. | -    |              |
| 2006/07 | 1ª Aficiona. | 2.   |              |
| 2007/08 | Preferente   | 8.   |              |
| 2008/09 | Preferente   | 6.   |              |
| 2009/10 | Preferente   | 4.   |              |
| 2010/11 | Preferente   |      |              |

## Külső hivatkozások
- Futmadrid.com
- Federación de Fútbol de Madrid